# Ruellia panucana
Ruellia panucana är en akantusväxtart som beskrevs av Gustav Lindau. Ruellia panucana ingår i släktet Ruellia och familjen akantusväxter. Inga underarter finns listade i Catalogue of Life.